# 18749 Ayyubguliev
18749 Ayyubguliev là một tiểu hành tinh vành đai chính với chu kỳ quỹ đạo là 1207.0611063 ngày (3.30 năm).
Nó được phát hiện ngày 9 tháng 4 năm 1999.